# 陳清僑
陳清僑教授（1956年—），香港文化研究學者、政治人物，曾任嶺南大學協理副校長（學術）兼教務長、核心課程及通識教育主任、文學院學術事務長、文化研究系系主任。
陳教授1978年畢業於香港大學，主修中文及比較文學，1981年得比較文學哲學碩士，後到美國加州大學聖地雅哥校區文學系深造，1986年得哲學博士。1986年加入位於司徒拔道的嶺南學院，任教英文及翻譯系。1988年至1997年間任教香港中文大學英文系，教授比較文學及文化研究，其間於人文學科研究所下建立跨院校「香港文化研究計劃」，由大學教資會資助，1994年至1997年間出任計劃主任及學術總編輯。1998年重返嶺南執教，為通識教育學院副教授。1999年於嶺大創立「文化研究文學士」，任課程主任，2000年至2003年、2008年至2010年為文化研究系系主任，2003年至2008年曾兼任「文化研究碩士」首屆課程主任。2004年建立「群芳文化研究及發展部」（現改稱為文化研究及發展中心）
並兼職副主任，2010年至2012年為主任，負責策劃及統籌文化教育、文化政策、創意產業、及非物質文化傳承等研究及合作項目。2010年至2013年，擔任文學院學術事務長。2013年至2015年擔任協理副校長（學術）兼教務長和核心課程及通識教育主任。
陳教授現任「國際文化研究學會」監事，為亞洲地區代表（2008年-2022年），2016年至2020年為主席，亦曾出任「亞洲洲際文化研究聯會」督導委員會主席（2010年-2013年）。2008年，獲嶺南大學頒伍沾德博士伉儷傑出服務獎。2012年，協力籌辦「亞洲現代思想」計劃，為香港辦公室召集人。陳教授學術研究範圍涵括香港文化、電影、文學、教育、文化研究，著作載海內外學術期刊及叢書。近年焦點為：文化政策及教育、文化政治及創意企業、觀眾拓展、演藝及媒體文化等。目前擔任《文化研究》（英文）、《亞洲洲際文化研究》、《文化研究》（中文）、《傳播與社會》等學術期刊編輯及顧問。
在學院外，陳教授亦積極投入公民社會，尤其注重文化發展、教育及政策的工作。為獨立智庫「公共專業聯盟」創會會員，「社區發展動力」政策會員，亦曾任民間聯網組合「文化傳承監察」及「西九龍民間評審聯席會議」召集人。曾為兆基香港創意書院顧問、將軍澳官立中學學校管理委員會獨立委員。陳亦為公民黨創會會員（2006年-），2007年至2012年為執委會成員兼社會及社區發展政策支部主席，2012年至2016年擔任該黨副主席（內務）。曾擔任中央政策組非全職顧問 (2011年-2012年)，亦為香港藝術發展局委員兼藝術評論組主席 (2008年-2010年)。陳教授曾三度獲選為香港特區行政長官選舉委員會高等教育界代表（2007年、2012年、2017年）。